# Huy chương James Craig Watson

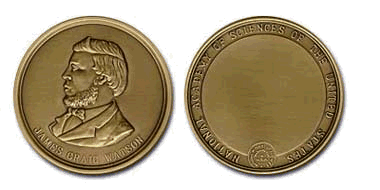
Huy chương James Craig Watson

Huy chương James Craig Watson là một giải thưởng của Viện hàn lâm Khoa học quốc gia Hoa Kỳ dành cho các người có đóng góp nổi bật vào khoa Thiên văn học.
Giải được thành lập do di sản hiến tặng của James Craig Watson.

## Các người đoạt Huy chương
| 1887 | Benjamin A. Gould                          |
| 1889 | Ed Schoenfeld                              |
| 1891 | G. F. J. A. Auwers                         |
| 1894 | Seth Carlo Chandler                        |
| 1899 | David Gill                                 |
| 1913 | J. C. Kapteyn                              |
| 1916 | Armin O. Leuschner                         |
| 1924 | C. V. L. Charlier                          |
| 1929 | Willem De Sitter                           |
| 1936 | Ernest W. Brown                            |
| 1948 | Samuel A. Mitchell                         |
| 1951 | Herbert R. Morgan                          |
| 1955 | Chester B. Watts                           |
| 1957 | George Van Biesbroeck                      |
| 1960 | Yusuke Hagihara                            |
| 1961 | Otto Heckmann                              |
| 1964 | Willem J. Luyten                           |
| 1965 | Paul Herget                                |
| 1966 | Wallace J. Eckert                          |
| 1969 | Jurgen Moser                               |
| 1972 | André Deprit                               |
| 1975 | Gerald Maurice Clemence                    |
| 1979 | Charles T. Kowal                           |
| 1982 | Stanton J. Peale                           |
| 1985 | W. Kent Ford, Jr                           |
| 1986 | Robert B. Leighton                         |
| 1991 | Maarten Schmidt                            |
| 1994 | Yasuo Tanaka                               |
| 1998 | Carolyn S. Shoemaker & Eugene M. Shoemaker |
| 2001 | David Todd Wilkinson                       |
| 2004 | Vera C. Rubin                              |
| 2007 | Michael Skrutskie & Roc Cutri              |